# GRB 000131
GRB 000131 – rozbłysk gamma zarejestrowany 31 stycznia 2000 o godz. 14:59 UTC.

## Obserwacje
Rozbłysk został wykryty przez satelity: Ulysses, WIND, NEAR Shoemaker, oraz przez instrument BATSE. Trwał on ok. 90 sekund. Po wstępnej analizie  parametrów rozbłysku, pochodzących z obserwacji wszystkich wyżej wymienionych statków kosmicznych, rektascensja została oszacowana na 6h 13m 32.72s, natomiast deklinacja na -51° 55′ 36.77″. 4 lutego 2000 przeprowadzono optyczne obserwacje rejonu za pomocą teleskopów w Obserwatorium Paranal oraz Obserwatorium La Silla w Chile, dzięki którym ujawniono obecność poświaty rozbłysku.

## Rekord odległości
Przesunięcie ku czerwieni rozbłysku GRB 000131 miało wartość ok. 4,5. Odpowiada to odległości ok. 11 mld lat świetlnych, przez co był on wówczas najbardziej odległym zarejestrowanym GRB. Ten rekord został pobity przez GRB 050904, który miał przesunięcie ku czerwieni z = 6,29.

## Emisja optyczna
GRB 000131 był pierwszym rozbłyskiem, którego poświata optyczna została dostrzeżona za pomocą 8-metrowego teleskopu. W chwili odkrycia, GRB 000131 był co prawda najbardziej odległym rozbłyskiem, lecz nie najsilniejszym: zakładając izotropową emisję, całkowita energia wytworzona przez ten rozbłysk wynosiła ok. 1054 ergów, co czyni go drugim najsilniejszym rozbłyskiem po GRB 990123. Ponadto, dane o rozbłysku sugerują, iż miał on naturę bardziej promieniową niż izotropową, przez co całkowita energia mogła być mniejsza niż zakładano. Kwestia energii rozbłysku GRB 000131 wykazała, iż korzystanie z teleskopów optycznych w badaniu rozbłysków gamma jest istotne.